# Miniminter
Simon Edward Minter (Hemel Hempstead, 1992. szeptember 7. –), ismertebb nevén Miniminter, brit youtuber, aki a Sidemen csoport tagja. Több csatornának is a tulajdonosa: Miniminter, MM7Games, MiniminterClips és MiniminterShorts. Ezek mellett a Twitch platformon is gyakran közvetít élőben. 2018-ban az év 18. legbefolyásosabb online influenszerének nevezte az Izea. Feltöltött videóinak nagy része vlog, gaming és sport.

## Fiatalkora
Simon Edward Minter 1992. szeptember 7-én született brit szülők gyerekeként. Hemel Hempsteadben (Hertfordshire) született és nőtt fel. Iskolába a Berkhamsted Schoolba járt, amely egy magániskola fiúknak. Itt ismerte meg Olajide Olatunjit, akivel először utálták egymást. Miután legjobb barátok lettek, KSI csatornájának első hónapjaiban ő volt az operatőr, sokat segített a videókban. Ezt követően kezdett el saját csatornájára videókat készíteni.
A Hull Egyetemen kriminológiát tanult, de nem fejezte be tanulmányait YouTube-karrierje miatt.

## Karrier

### 2008–2013: első évek
Minter 2008 februárjában regisztrálta első csatornáját Miniminter néven, de első videóját csak 2012 decemberében töltötte fel. JJ Olatunji inspirálta, hogy kezdjen bele ő is a videók készítésébe. 2012-ben Minter még egyetemen tanult, mikor feltöltötte első videóját. Ezt követően úgy érezte, hogy nem volt neki való az egyetem és otthagyta tanulmányait YouTube-karrierjének érdekében. Egyre ismertebb lett, egy éven belül érte el a 100 ezer és az 1 millió feliratkozó számot. Főleg FIFA videókat, vlogokat, kihívásokat töltött fel, illetve videókat arról, ahogy barátaival focizik.

### 2013–napjainkig: Sidemen
2013 szeptemberében Minter elindította második csatornáját, MM7Games néven. Egy hónappal később Minter, Olatunji és három másik brit Youtuber megalapította az Ultimate Sidemen nevű csoportot, amelyet később Sidemenre rövidítettek. 2014 óta a csoportnak hét tagja van: Josh Bradley (ZerkaaHD), Vikram Barn (Vikkstar123), Harry Lewis (W2S), Tobi Brown (TBJZL), JJ Olatunji (KSI), Ethan Payne (Behzinga) és Minter (Miniminter). A csoporttal hetente töltenek fel videókat.
2016-ban Minter és a Sidemen tagjai létrehozták az Upload YouTube-influenszer eseményt, ahol más tartalomgyártókkal együtt várták nézőiket. 2017 szeptemberében történt meg a második és egyben utolsó Upload-esemény.

### Egyéb projektek: tartalmának változása, zene és aWhat’s Good?podcast
2017 augusztusában Olatunji bejelentette, hogy elhagyja a Sidement, belső konfliktusok miatt. Nem sokkal később elkezdtek egymás felé irányuló dalokat is kiadni, amelybe Minter is beszállt, bár ő Olatunji testvérét, Dejit említette a KSI’s Little Brother című számában. 2020-ban több dalon is közreműködött Randolph brit youtuberrel és rapperrel, két dalt adtak ki, a Survive zhe Nightot és a The Helium Songot.
2018-ban elindította a What’s Good? podcastot Randolph társaságában.

## Jótékonyság
Minter szervezte és részt vett a hat Sidemen Charity Match mérkőzésen. Ez első 2016-ban került megrendezésre a St. Mary Stadionban és 110,000 font bevételt hozott a Saints Foundation szervezetnek. A második mérkőzést (2017) a londoni The Valley Stadionban rendezték és 210 ezer fontos bevételt hozott az NSPCC Childline-nak és a Charlton Athletic Community Trustnak. A harmadik mérkőzést 2018-ban rendezték és a JustGiving jótékonysági weboldalon keresztül 65,747 font összeget gyűjtöttek. Négy év után tudtak visszatérni a jótékonysági esemény megrendezéséhez, 2022-ben több, mint 1 millió fontot gyűjtöttek össze.
2018 decemberében Minter létrehozta az M7 Education nevű nonprofit szervezetet, testvérével együtt, amelynek célja, hogy diákoknak segítenek vizuálisan tanulni kirándulások formájában, ahelyett, hogy iskolában kellene ülniük egy tanteremben folyamatosan. Ezeket általában az iskolák vezetik, de teljes költségét az M7 Education állja.
2019 októberében 10,010 dollárt adományozott a Team Trees szervezetnek, amely minden egyes adományozott dollárért elültetett egy fát.

## Magánélete
Minternek két testvére van, Johnny és Nick, az utóbbi többször is szerepelt videóiban. 2014 februárjában beköltözött a Sidemen Házba Olatunji, Bradley és Barn társaságában. 2019-ben hagyták el a második Sidemen házat és Olatunjivel beköltözött egy londoni lakásba. 2022-ig éltek együtt.
A Leeds United F.C. rajongója. 2017 óta kapcsolatban van Natalia Haddockkal, aki Talia Mar néven énekes, youtuber és streamer. A pár eljegyzése 2022-ben történt meg, 2023. június 3-án házasodtak össze. Egy gyermekük született, Juni Angèle (2025–). Két kutyájuk van, Mushu és Lilo.

## Diszkográfia

### Kislemezek
- KSI’s Little Brother (2018)[39]
- Fiver (2018)[40]

### Közreműködések
- The Gift (a Sidemen tagjaként, S-X közreműködésével) (2019)[41]
- Survive the Night (Randolph és Talia Mar közreműködésével) (2020)[18][19]
- The Helium Song (Randolph közreműködésével) (2020)[20]
- Animation (Randolph közreműködésével) (2021)[42]

## Filmográfia
| Év   | Cím                    | Főszerep | Platform          | Jegyzetek          | For.          |
| ---- | ---------------------- | -------- | ----------------- | ------------------ | ------------- |
| 2014 | The Sidemen Experience | Önmaga   | Comedy Central UK | Főszerep; 5 epizód | [ 43 ]        |
| 2018 | The Sidemen Show       | Önmaga   | YouTube Premium   | Főszerep; 7 epizód | [ 44 ] [ 45 ] |

## Könyvek
| Év   | Cím               | Kiadó         | ISBN azonosító      | For.   |
| ---- | ----------------- | ------------- | ------------------- | ------ |
| 2016 | Sidemen: The Book | Coronet Books | ISBN 978-1473648166 | [ 46 ] |

## Díjak és jelölések
| Év   | Díj                 | Kategória                 | Jelölt/Munka                            | Eredmény | For.   |
| ---- | ------------------- | ------------------------- | --------------------------------------- | -------- | ------ |
| 2017 | British Book Awards | Nem fikció: Életmód könyv | Sidemen: The Book (a Sidemen tagjaként) | Jelölve  | [ 47 ] |
| 2019 | Shorty Awards       | Legjobb YouTube-csoport   | Önmaga (a Sidemen tagjaként)            | Jelölve  | [ 48 ] |